# Rừng nguyên sinh Komi
Rừng nguyên sinh Komi (tiếng Nga: Девственные леса Коми) là một Di sản thế giới của UNESCO ở phía bắc Dãy núi Ural, thuộc Cộng hòa Komi, Nga. Với diện tích khoảng 32.800 km², đây là rừng nguyên sinh lớn nhất châu Âu.

## Địa lý
Khu vực này được bảo vệ trong Khu bảo tồn thiên nhiên Pechora-Ilych và Vườn quốc gia Yugyd Va. Được UNESCO công nhận là Di sản thế giới từ năm 1995 trở thành Di sản thiên nhiên đầu tiên tại Nga. Sự công nhận này đã giúp cho các cánh rừng này có thêm nguồn tài trợ bổ sung từ ngoại quốc và cứu nó thoát khỏi việc đốn hạ chuẩn bị xảy ra từ phía công ty khai thác gỗ của Pháp. Tuy nhiên, các mối đe dọa với công tác bảo tồn vẫn còn, chẳng hạn như việc phá rừng, chặt trộm hay khai thác vàng, dầu mỏ trong khu vực. Các trầm tích chứa vàng ở khu vực phía bắc của Vườn quốc gia Yugyd-Va đã dược khai thác từ trước năm 1995..

## Đe dọa
Năm 1994, các cánh rừng này đã bị đe dọa trực tiếp từ nhiều phía. Một công ty khai thác gỗ của Pháp đã bắt đầu thực hiện việc chặt đốn gỗ dọc theo các sông Pechora và Ilych trong khi một trong các vụ tràn dầu lớn nhất thế giới đã phá hủy con sông và các làng mạc xuôi theo dòng.
Mặc dù đã có sự thừa nhận khu vực này là di sản thế giới, nhưng các cố gắng nhằm khai thác vàng cũng đã được Bộ trưởng Bộ Tài nguyên của Cộng hòa Komi vận động hành lang tích cực. Các cố gắng của chính quyền khu vực nhằm dịch chuyển ranh giới của khu di sản này sao cho nó loại trừ các phần có chứa nhiều vàng và tước bỏ tình trạng được bảo vệ của chúng gần đây đã bị Tòa án tối cao của Komi bác bỏ.

## Động thực vật
Rừng nguyên sinh Komi thuộc về vùng sinh thái rừng taiga dãy núi Ural. Đây là khu vực chiếm ưu thế bởi các loài Vân sam Siberi, Linh sam Siberi, Tùng Siberi. Về động vật, tại đây có nhiều loài động vật có vú quý hiếm, 200 loài chim. Đáng chú ý nhất là tuần lộc, chồn zibelin, thỏ rừng, rái cá, sóc, gấu nâu, gà rừng châu Âu.

## Hình ảnh

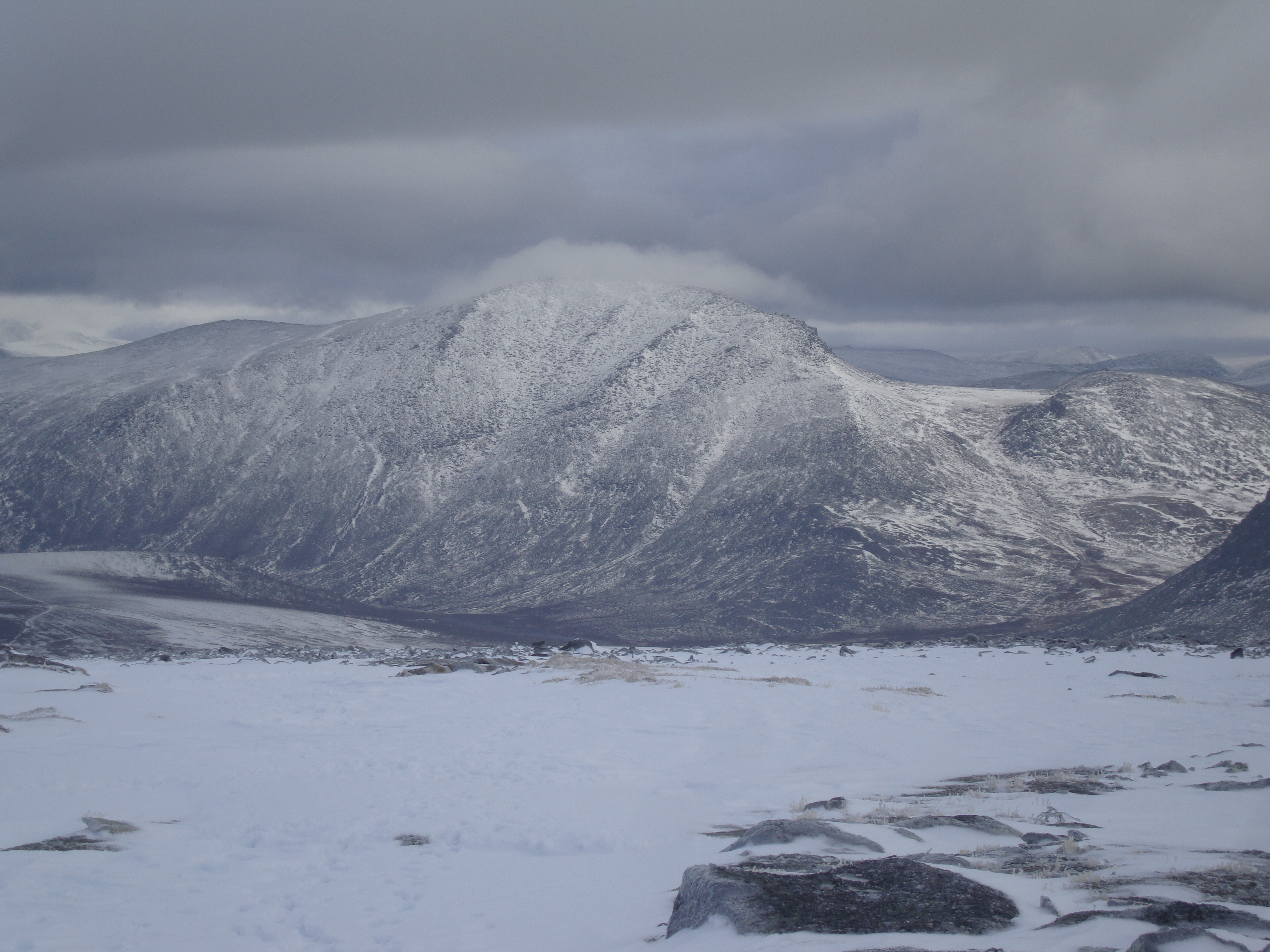
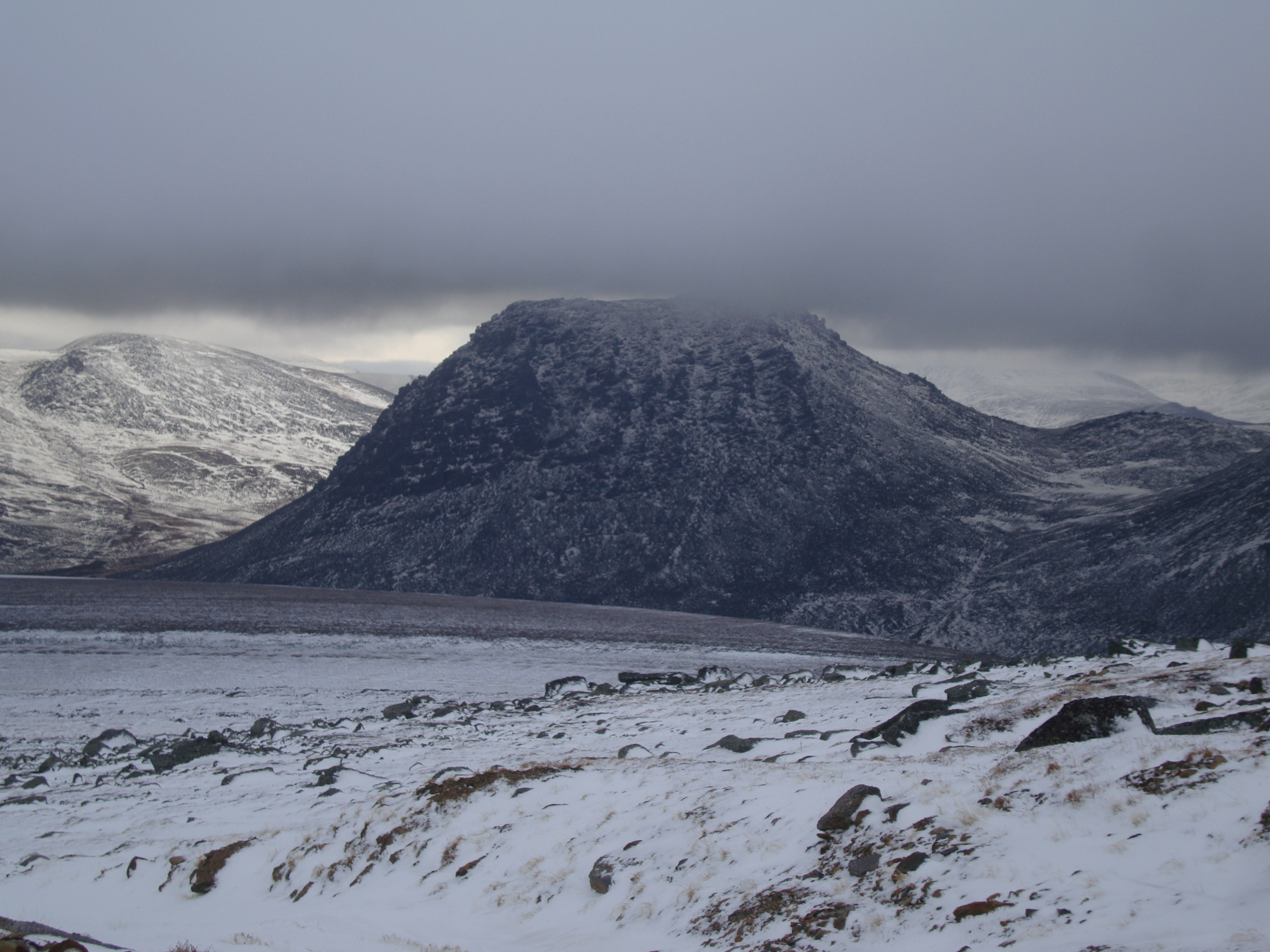
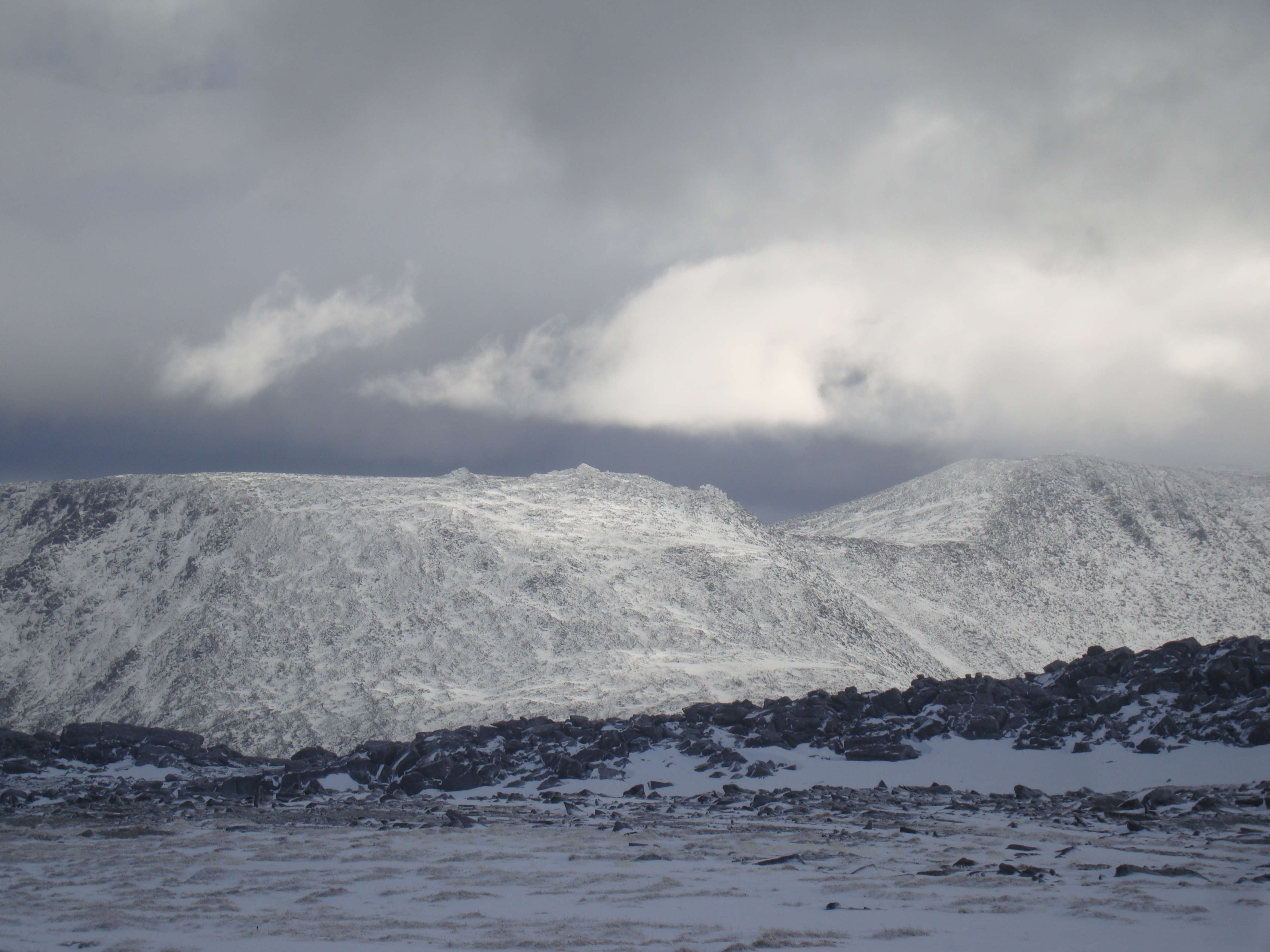
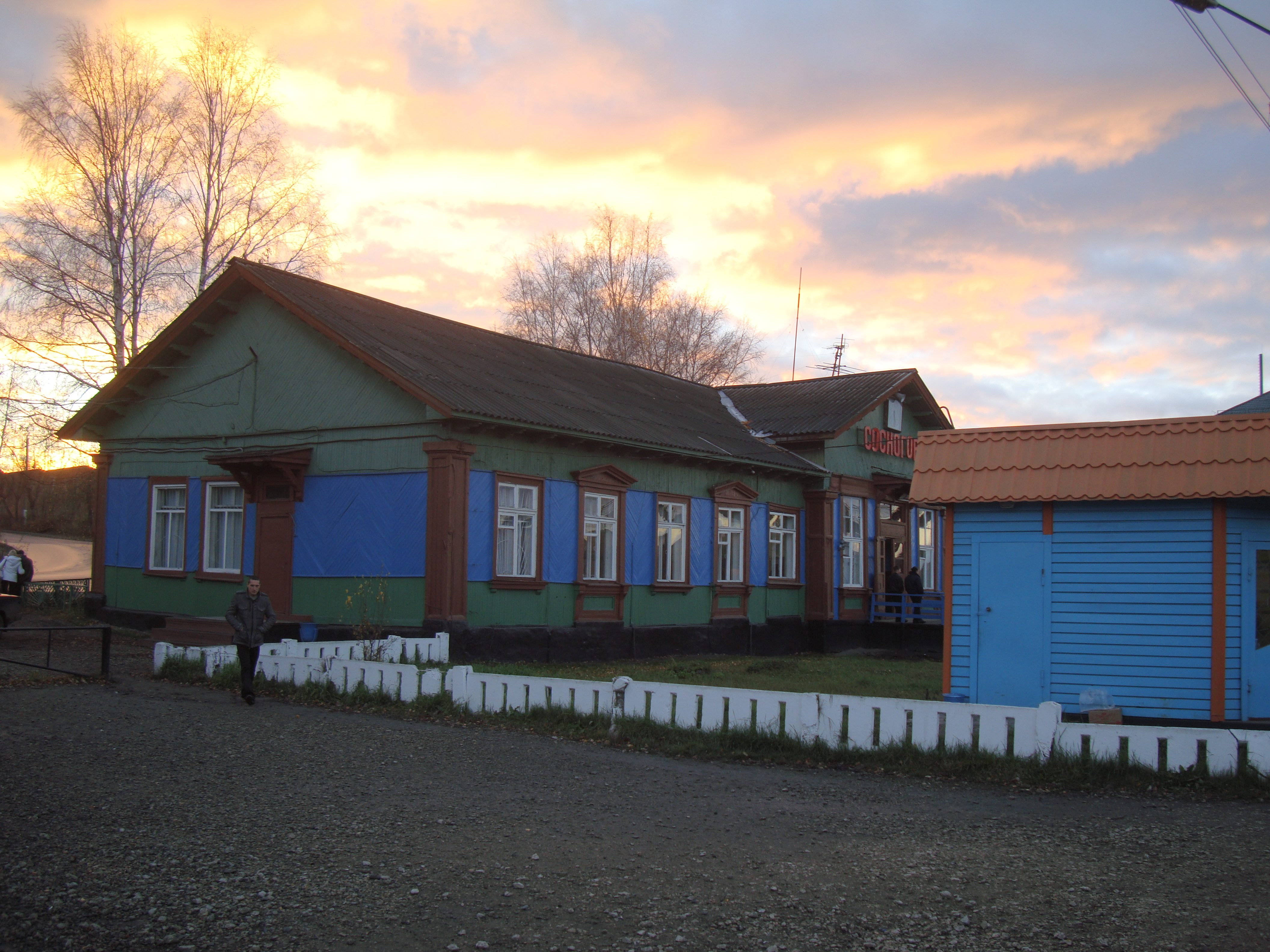